# 布赖恩·考恩
布赖恩·伯纳德·考恩（1960年1月10日—），爱尔兰政治家，爱尔兰共和党领袖，曾任爱尔兰劳工部部长（1992年-1993年）、能源部部长（1993年-1994年）、运输、能源及通信部部长（1993年-1994年）、健康及儿童部部长（1997年-2000年）、外交部部长（2000年-2004年）、财政部部长（2004年-2008年）、爱尔兰副总理（2007年-2008年）和爱尔兰总理（2008年-2011年）。

## 生平
2008年5月7日，考恩接替因受賄丑闻下台的伯蒂·埃亨出任爱尔兰总理。
2008年10月，考恩率领庞大的爱尔兰贸易访华团访问中華人民共和國，并会见中共領導人胡锦涛和温家宝总理。
2011年，考恩要求總統解散眾議院並宣布辭去共和黨領袖，不再競逐總理一職，而共和黨在選舉中亦大敗。